# Geothlypis nelsoni
Geothlypis nelsoni là một loài chim trong họ Parulidae.